# Schweizer Meisterschaften in der Nordischen Kombination 2010

Logo des Schweizer Skiverbandes

Die Schweizer Meisterschaften in der Nordischen Kombination 2010 fanden am 9. Oktober 2010 im Schweizer Einsiedeln statt. Die Meisterschaften wurden im Einzel von der Grossschanze und über 10 km ausgerichtet. Dabei wurden die Altersklassen Senioren und Junioren gemischt ausgetragen. Ausrichter war der Schweizer Skiverband Swiss-Ski.

## Ergebnis
| Platz | Sportler            |
| ----- | ------------------- |
| 1     | Ronny Heer          |
| 2     | Tim Hug             |
| 3     | Seppi Hurschler     |
| 4     | Tommy Schmid        |
| 5     | Ivo Hess            |
| 6     | Joel Bieri          |
| 7     | Sven Fawer          |
| 8     | Christian Erichsen  |
| 9     | Raphael Heimgartner |
| 10    | Lucas Vonlanthen    |